# Umbilia
Genre
Umbilia est un genre de mollusques gastéropodes de la famille des Cypraeidae (les « porcelaines »). L'espèce-type est Umbilia hesitata.

## Liste d'espèces
Selon World Register of Marine Species (29 septembre 2017) :
- Umbilia armeniaca Verco, 1912
- Umbilia capricornica Lorenz, 1989
- Umbilia hesitata (Iredale, 1916)
- Umbilia oriettae Lorenz & Massiglia, 2005
- Umbilia petilirostris Darragh, 2002